# Jersey club
Sous-genres
Jersey drill
Le Jersey club est un genre de breakbeat ayant émergé dans le New Jersey, dont les racines sont retracées dans le Baltimore club. Il se caractérise par une basse lourde issue du hip-hop dont les morceaux oscillent entre 150 - 170 BPM.

## Histoire
Le style Jersey a émergé dans les années 1990, plus particulièrement dans la ville de Newark, dans le New Jersey (localement nommée « Brick City »). Les pionniers du genre incluent DJ Tameil, DJ Tim Dolla, Mike V et DJ Black Mic du Brick Bandits Crew qui s'est largement inspiré de la scène Baltimore club des années 1980,.
Désormais, le style et ses genres dérivés deviennent légions sur Internet, grâce en particulier à des sites web de partages musicaux comme SoundCloud, Vine et YouTube, popularisés aux États-Unis, en Australie, et en Europe,,.
Durant les années 2020, le Jersey club connaît un développement rappé, plus proche du hip-hop et empruntant souvent à la drill, appelé club rap ou Jersey drill, représenté par des artistes tels que le rappeur Bandmanrill ou le producteur Mcvertt. La Jersey drill connaît également un franc succès au sein de la scène rap de New York et des popstars comme Drake s'y essaient. La scène rap de Philadelphie connaît un développement similaire hérité de sa scène Philly club et des échanges culturels avec les artistes du New Jersey. En France, la Jersey drill est popularisée par des rappeurs tels que Kerchak ou Gambi,.